# FCK 2020
FCK 2020 è una canzone del gruppo musicale tedesco Scooter, pubblicata il 23 ottobre 2020. Sesto singolo rilasciato consecutivamente, non faceva parte di un album, sebbene sia successivamente riapparso nell'album del 2021 God Save the Rave. Non è mai stato rilasciato in formato fisico ed è ora disponibile soltanto come download digitale o tramite servizi di streaming. La composizione è originale, sebbene presenti alcune somiglianze con la canzone Pump It Loud di The Pitcher.

## Storia
Come molti altri artisti, anche gli Scooter sono stati colpiti dalla pandemia di Covid-19, che ha costretto la cancellazione del God Save The Rave Tour e di tutta la stagione dei festival. Hanno potuto esibirsi solo in tre tappe del tour e in un concerto speciale drive-in. Il frontman H.P. Baxxter ha contratto il virus in primavera, ma ha avuto solo sintomi lievi.
Più volte si è discusso di un nuovo singolo previsto per l'autunno, che sarebbe stato presentato al concerto dell'11 ottobre a Dresda. Tuttavia, il 9 ottobre è stato annunciato che il concerto non avrebbe avuto luogo a causa delle restrizioni sanitarie, e il 12 ottobre la canzone è stata annunciata su Facebook.
FCK 2020 è stato finalmente presentato il 23 ottobre, con una premiere del video su YouTube a mezzanotte.

## Tracce
1. FCK 2020 – 3:30
2. FCK 2020 (Extended) – 4:54

La versione Extended era disponibile nella versione rilasciata in Australia, ma non in quella europea. È stata resa disponibile in Europa solo successivamente, con copertina blu, dal 6 novembre 2020. Vari siti hanno riportato che sarebbe stata rilasciata su vinile il 10 dicembre, ma questa notizia si è rivelata falsa.

## Videoclip
Il videoclip è stato girato in Svezia. in esso appare un'auto creata da Latela che sfreccia per le strade deserte della città; Sebastian e Michael affiggono manifesti della copertina del singolo in tutta la città, mentre H.P. Baxxter è visto con tre ballerine in un magazzino.

## Altre versioni
Poco dopo l'uscita, la band Pene Corrida ha realizzato una cover heavy metal della canzone. La band tedesca Yodas Rising ha realizzato una cover metal del brano nel novembre 2020.
Il 6 novembre 2020, il canale televisivo ZDF ha presentato una versione del brano riscritta per strumenti a fiato e percussioni con la collaborazione della Rundfunk Tanzorchester Ehrenfeld. A questa versione hanno partecipato anche i membri degli Scooter e Vanessa Schulz, che ha cantato il ritornello. Questa versione è stata successivamente pubblicata come singolo e inclusa nella compilation "Kontor Top Of The Clubs – The Biggest Hits of the Year MMXX". La band ungherese Band of StreetS ha creato una cover umoristica simile.
I Twisted Melodies hanno realizzato un remix in stile hardstyle.
Il 20 dicembre 2020 è stato pubblicato il Raf & Superdefekt Remix sulle piattaforme di streaming ufficiali degli Scooter.